# Incident van 18 augustus 1798
Het Incident van 18 augustus 1798 was een kleinere zeeslag tijdens de Franse mediterrane campagne van 1798. Ze werd uitgevochten op 18 augustus 1798 tussen het Franse linieschip Généreux en het Britse schip HMS Leander, onderdeel van de Royal Navy.
Beide schepen waren twee weken eerder betrokken bij de Slag bij de Nijl, waarbij een Britse vloot, onder leiding van Horatio Nelson, de Franse vloot had verslagen in de Baai van Aboukir, nabij Alexandrië, Egypte. De Généreux was een van de slechts vier Franse schepen die tijdens de gevechten konden ontsnappen. De HMS Leander had de Britse vloot dan weer verlaten op 6 augustus. De kapitein was Thomas Thompson, en kapitein Edward Berry zeilde mee als passagier. Hij had als bestemming Cádiz, waar de Britse vloot onder leiding van John Jervis op dat moment vertoefde. Toen het schip op 18 augustus de westelijke kusten van Kreta passeerde, onderschepte de HMS Leander de Franse Généreux, dat zich nog maar de dag daarvoor had afgesplitst van de overige Franse schepen die bij de Slag bij de Nijl wisten te ontkomen.
Kapitein Thomas Thompson van de HMS Leander probeerde aanvankelijk om van het Franse schip te vluchten. Al snel bleek echter dat het Franse schip sneller was dan het Britse. Tegen 09u00 kwamen beide schepen naast elkaar te liggen. Rond 10u30 zette de Franse kapitein Louis-Jean-Nicolas Lejoille een succesvolle entering in op het Britse schip. Daarbij kwamen veel Britse soldaten om het leven of geraakten gewond. Nadien duurde de gevechten nog ongeveer vijf uur, waarna Thompson met succes zijn schip keren en de Généreux bestoken, maar al snel kwam aan deze opflakkering een einde. Uiteindelijk gaf een overigens gewonde Thompson zich over door zijn manschappen het bevel te geven om de vlag van Frankrijk te hijsen. Toen de Fransen bezit namen van het Britse schip, moedigde Lejoille zijn troepen systematisch aan om de persoonlijke bezittingen van de Britse soldaten te stelen. Zelfs de medische instrumenten van de Britse chirurg, die op dat moment aan het opereren was, werden afgenomen. Deze Franse actie was tegen alle op dat moment gevestigde conventies van oorlogsvoering. Nadien bevolen de Fransen de Britten om met de HMS Leander naar Korfoe te varen, dat om dat moment deel uitmaakte van de Franse departementen in Griekenland. Echter bleef Lejoille weigeren om hen voedsel of medische verzorging aan te bieden, tenzij ze ten volle zouden meewerken met de Fransen.
Lejoille werd in Frankrijk bejubeld voor dit al bij al bescheiden succes, terwijl hij werd verketterd in het Verenigd Koninkrijk voor zijn behandeling van de Britse krijgsgevangenen. Thompson, Berry en de meeste andere Britse officieren werden betrokken bij een gevangenenruil. De kapiteins werden geridderd voor hun diensten, terwijl de HMS Leander en het merendeel van de bemanning in maart 1799 werd heroverd door de geallieerden, en meer bepaald door de Russen die Korfoe belegerden. Na het bevel van tsaar Paul I van Rusland kregen de Britten het schip ook opnieuw in handen. De Généreux zeilde nog een jaar door de Middellandse Zee, maar werd uiteindelijk aangevallen door Horatio Nelson nabij Malta, ten tijde van het Beleg van Malta in 1800.